# ثامر جمال
ثامر جمال(مواليد 15 سبتمبر 1990) لاعب كرة قدم قطري من أصل سوداني.

## مسيرة اللاعب
لعب سابقاً مع أندية أم صلال والجيش و العربي و الغرافة و الخور و معيذر و البدع.

## روابط خارجية
- ثامر جمال على موقع قاعدة بيانات كرة القدم.إي يو (الإنجليزية)
- ثامر جمال على موقع Soccerway.com (الإنجليزية)